# Sutton Roley
Sutton Roley (Belle Vernon, 19 d'octubre 1922 - Chesapeake, 3 de març 2007) va ser un director de cinema, productor de cinema i guionista estatunidenc.

## Biografia
Sutton Roley va néixer Sutton Wilson Roley a Belle Vernon, Pennsilvània el 1922. Es va establir com a director de televisió que va començar a treballar amb la televisió en directe a la dècada de 1950 i de vegades com a guionista. La seva primera sèrie de televisió com a director va ser un episodi de Highway Patrol (1957) seguit de Harbour Command (1957) i Men of Annapolis (1957-1958). És conegut per les pel·lícules Combat! (1962), Garrison's Gorillas (1967) i Mannix (1967).
Va dirigir la seva darrera sèrie de televisió Shades of LA l'any 1990. Es va retirar a finals dels anys vuitanta.
Roley estava casat amb Annella Lucienne Bassett (1929 - 1997) i van tenir tres fills, filles Elizabeth (Sam) Crockett i Trenace Roley, fill Sutton Roley i tres néts Sutton Calvin, Preston Roley i Blake Crockett. Va morir el 2007 a Chesapeake, Virgínia per causes naturals.

## Filmografia

### Com a director
Cinema
- How to Steal the World (1968)
- Sweet, Sweet Rachel (1971)
- The Loners (1972
- Snatched (1973)
- Chosen Survivors (1974)
- Satan's Triangle (1975)

Televisió
- Highway Patrol (1957)
- Harbor Command (1957)
- Men of Annapolis (1957-1958)
- Target (1958)
- U.S. Marshal (1959-1960)
- Wagon Train (1960-1964)
- Sunset Strip (1961-1977)
- Bus Stop (1961)
- Hong Kong (1961)
- Adventures in Paradise (1961-1962)
- Have Gun - Will Travel (1962)
- Saints and Sinners (1962)
- Combat! (1963-1965)
- Gunsmoke (1964)
- 12 O'Clock High (1964-1965)
- Rawhide (1965)
- The Fugitive (1965)
- Lost in Space (1965-1967)
- Bonanza (1966)
- T.H.E. Cat (1966)
- The Big Valley (1966)
- Voyage to the Bottom of the Sea (1966)
- Garrison's Gorillas (1967)
- Heroic Mission (1967)
- The Felony Squad (1967)
- The Invaders (1967)
- The Rat Patrol (1967)
- The Man from U.N.C.L.E. (1967-1968)
- Mission: Impossible (1968-1972)
- Mannix (1968-1974)
- The Name of the Game (1969)
- The Sixth Sense (1972)
- The Magician (1973-1974)
- Kodiak (1974)
- Movin' On (1974)
- S.W.A.T. (1975)
- Bronk (1975-1976)
- Baretta (1976)
- Hawaii Five-O (1976-1977)
- Switch (1976-1977)
- Kojak (1977)
- Starsky and Hutch (1977-1979)
- Lucan (1978)
- Vega$ (1978)
- 240-Robert (1979)
- The Curse of Dracula (1979)
- B.A.D. Cats (1980)
- The Contender (1980)
- Riker (1981)
- Partners in Crime (1984)
- Airwolf (1984-1985)
- Mike Hammer (1985)
- Spenser: For Hire (1986)
- Shades of LA (1990)